# Teodor Anioła
Teodor Anioła (4 de noviembre de 1925 - 10 de julio de 1993, Poznań) fue un futbolista profesional polaco. Jugó durante toda su carrera en el Lech Poznań como delantero, club en el que se convirtió en el máximo goleador de su historia con 141 goles anotados. Fue internacional con la selección de Polonia en siete ocasiones.

## Trayectoria
Anioła nació en Poznań y perteneció durante toda su carrera futbolística al principal equipo de la ciudad, el Lech Poznań. Con el Lech jugó 196 partidos de liga entre 1945 y 1961 y anotó 141 goles. Fue apodado Diabeł (diablo) por sus actuaciones y su corta estatura (172 centímetros). Junto con Edmund Białas y Henryk Czapczyk, Anioła formó el famoso trío conocido como «ABC», la mejor delantera de la historia del Lech. Fue máximo goleador de los campeonatos de liga 1949, 1950 y 1951.
Posteriormente fue votado el atleta más importante de la historia de Poznań y una encuesta de 1985 por un diario local le eligió mejor deportista de los últimos 40 años. Falleció a los 67 años de edad y fue enterrado en el cementerio Junikowo de Poznań.

## Selección nacional
Fue internacional con la selección de Polonia en siete ocasiones y anotó dos goles, pero nunca fue convocado para la fase final de una Copa del Mundo o Eurocopa.